# Servei a l'Exèrcit de Winston Churchill
Aquest article tracta sobre el servei a l'Exèrcit de Winston Churchill, home d'estat i Primer Ministre del Regne Unit.

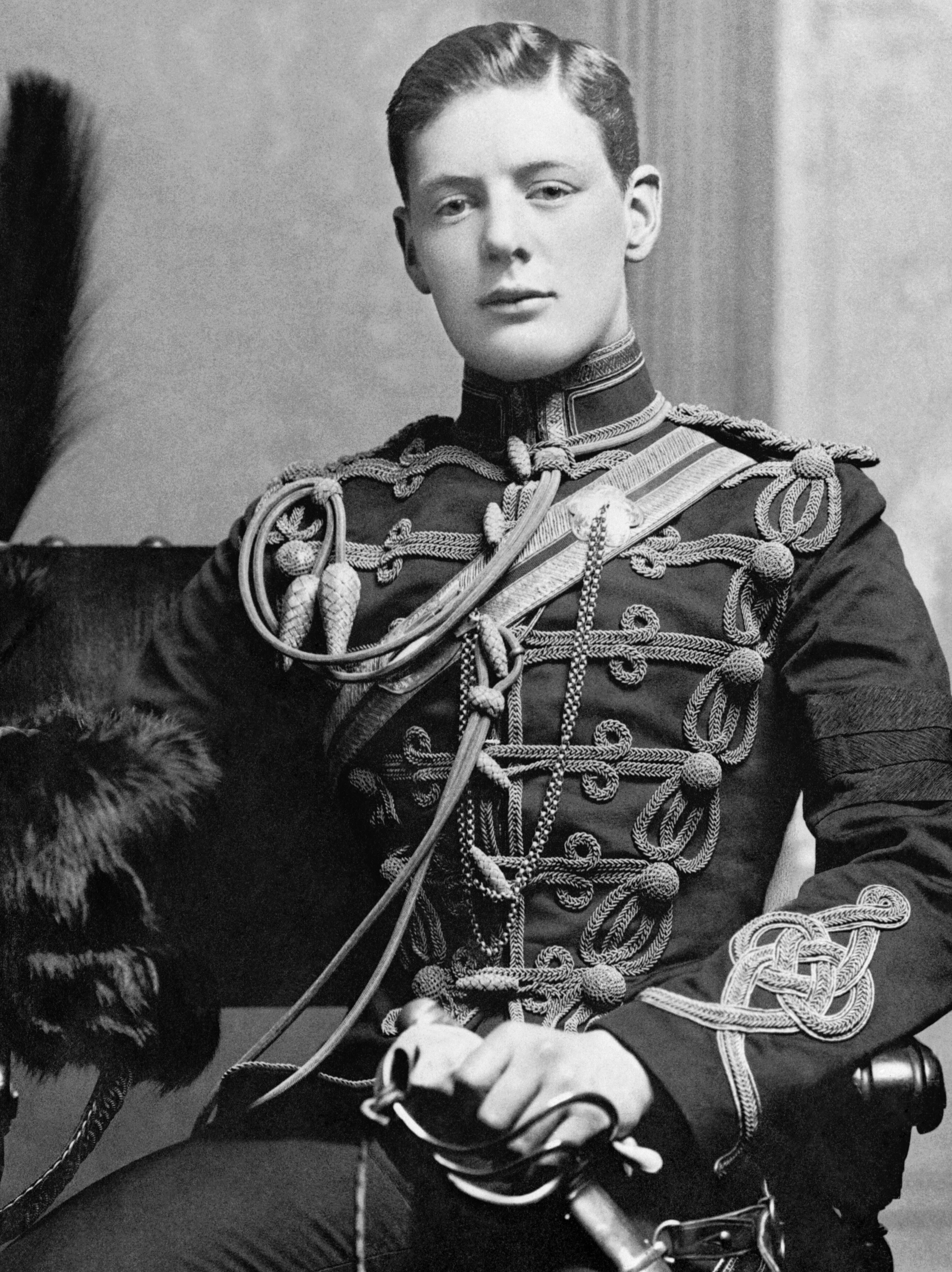
Churchill vestit amb l'uniforme militar el 1895

Després d'abandonar Harrow el 1883, Churchill es preparà per all accedir a la Reial Acadèmia Militar de Sandhurst. Va necessitar 3 intents abans de superar l'examen d'accés; dirigint-se cap a la cavalleria abans que no pas la infanteria, a causa del fet que el grau de requeriments era menor i no es requeria aprendre matemàtiques, que li desagradaven. Es graduà el vuitè d'una promoció de 150 cadets al desembre de 1894, i tot i que podria haver demanat el trasllat a un regiment d'infanteria (com era el desig del seu pare), preferí quedar-se a la cavalleria, rebent el despatx de Second Lieutenant al 4t Regiment d'Hússars de la Reina el 20 de febrer de 1895. El 1941 rebria l'honor de Coronel dels Hússars.
El sou de Churchill com a tinent del regiment era de £300. Però ell creia que necessitaria almenys £500 més (al canvi, unes £25,000 del 2001) per mantenir el mateix nivell de vida de qualsevol altre oficial del regiment. La seva mare li concedí una pensió de £400 anuals, però habitualment en gastava més. D'acord amb el seu biògraf Roy Jenkins, aquest és un dels motius pels quals s'interessà a ser corresponsal de guerra. Churchill no volia seguir una carrera convencional a través dels rangs de l'exèrcit, sinó que volia tenir totes les oportunitats possibles d'entrar en acció i usà la influència de la seva mare i de la seva família per aconseguir destins en campanyes actives. Els seus escrits atragueren l'atenció del públic, guanyant uns ingressos extres. Exercí com a corresponsal de guerra per a diversos diaris londinencs, escrivint també diversos llibres sobre les campanyes.

## Cuba
El 1895, Churchill viatjà fins a Cuba per observar com Espanya lluitava contra les guerrilles cubanes. Havia obtingut permís per escriure sobre els combats pel diari Daily Graphic, que li finançà el viatge a canvi dels seus articles. El dia del seu 21r aniversari es veié enmig d'un tiroteig. Posteriorment recordaria Cuba com una "illa gran, rica i bella". Mentre que va estar allà, adquirí el gust pels cigars havans, que fumaria la resta de la seva vida. Aprofità aquest viatge a Amèrica per visitar els Estats Units. Mentre que s'estigué a Nova York, va ser hoste de Bourke Cockran, un dels amants de la seva mare. Bourke era un polític americà de carrera, i un membre de la Cambra de Representants. Va influenciar enormement a Churchill, tant per la seva oratòria com per la seva política, i li despertà un amor cap a Amèrica.
Va rebre la notícia de què la seva dida, Mrs Everest, s'estava morint; tornant immediatament a Anglaterra per estar-se amb ella durant una setmana, fins que morir. Churchill va escriure al seu diari que "havia estat la meva amiga més íntima i estimada durant la major part de la meva vida".

## Índia
A inicis d'octubre de 1896 va ser destinat a Bombai, a l'Índia britànica. Era considerat un dels millors jugadors de polo del seu regiment, i encapçalà el seu equip a guanyar diversos torneigs de prestigi, sent el primer regiment del sud de l'Índia en guanyar la Copa Interregimental. També dedicà bastant temps a cultivar-se, llegint una gran quantitat de llibres.

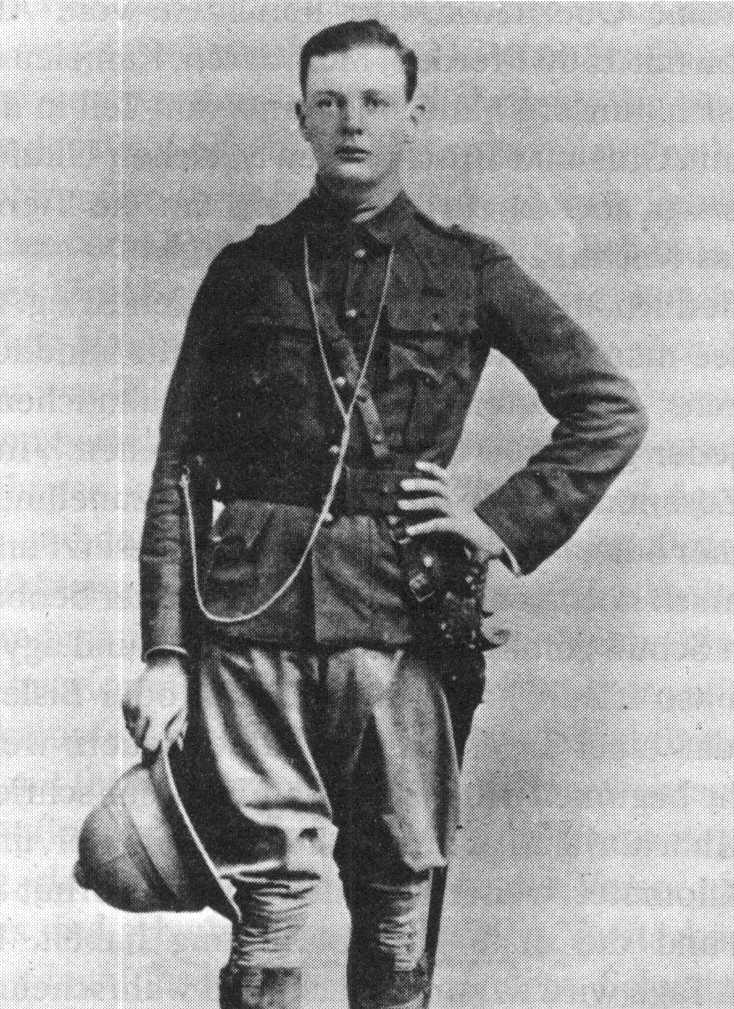
Churchill al Caire el 1899

També en aquesta època patí un accident que li dislocà una espatlla, que li provocaria dolors i molèsties durant la resta de la seva vida.

## Malakand
El 1897, Churchill intentà viatjar per informar, i si calia, lluitar a la Guerra Grecoturca, però el conflicte finalitzà abans que hi pogués arribar. Posteriorment, mentre que es preparava per marxar de permís cap a Anglaterra, sentí que 3 brigades de l'exèrcit britànic serien destinades a combatre la tribu dels paixtus i demanà al seu oficial superior si podia unir-se a la lluita. Va combatre a les ordres del General Jeffet, comandant de la segona brigada que operava a Malakand (Pakistan). Jeffery l'envià amb 15 exploradors per investigar la vall de Mamund; i mentre que estaven en ple reconeixement, es trobaren amb una tribu enemiga, desmuntaren dels cavalls i obriren foc. Després d'una hora, arribà el reforç per part del 35è de Sikhs, i el foc cessà gradualment mentre que la brigada i els Sikhs avançaven. Van quedar emboscats per centenars d'homes, forçant-los a retirar-se. Mentre que es retiraven, 4 homes estaven portant un oficial ferit, però la ferocitat dels combats els va obligar a deixar-lo enrere. L'home que havia quedat enrere va ser apunyalat fins a la mort davant dels ulls de Churchill, i posteriorment escriuria que "vaig oblidar tot d'aquell moment, excepte el desig de matar aquell home". El nou oficial comandant ordenà a Churchill que portés la resta d'homes a la seguretat.
Abans de marxar, demanà les ordres per escrit, perquè així no pogués ser acusat de deserció. Un cop obtingué la nota, ràpidament signada, es dirigí cap al turó i alertà l'altra brigada. Els combats a la regió durarien dues setmanes més abans de poder recuperar al mort. Posteriorment escriuria al seu diari que "no puc dir si va haver-hi alguna cosa pitjor". Al desembre del 1900 va publicar una narració del Setge de Malakand sota el títol de The Story of the Malakand Field Force. Va cobrar £600 pel relat. Durant la campanya, també va escriure articles pels diaris The Pioneer i The Daily Telegraph. La seva narració de la batalla va ser una de les primeres històries que li publicaren, per la qual cobrava £5 per columna del The Daily Telegraph.

## Sudan i Oldham
El 1898, Churchill va ser destinat a Egipte, on pogué visitar Luxor abans d'unir-se al destacament del 21è de Llancers que servia al Sudan a les ordres del General Herbert Kitchener. Durant aquesta època es trobà amb dos futurs oficials amb els quals durant la Primera Guerra Mundial treballaria: Douglas Haig, llavors un capità, i John Jellicoe, llavors tinent en una canonera. Mentre estigué al Sudan participà en la que ha estat descrita com la darrera càrrega de cavalleria britànica, a la batalla d'Omdurman al setembre de 1898. També treballà com a corresponsal de guerra per al Morning Post. A l'octubre tornà a Anglaterra i començà a escriure la seva obra en dos volums The River War, una narració sobre la reconquesta del Sudan que es publicà l'any següent. Churchill es llicencià de l'Exèrcit el 5 de maig de 1899.
Ben aviat tingué l'oportunitat de començar una carrera al Parlament, quan va ser convidat per Robert Ascroft per ser el segon candidat per Ascroft del Partit Conservador. Finalment no aconseguí l'escó (quedà tercer en un districte al qual només li corresponien dos representants al Parlament), però Churchill impressionà per la seva campanya vigorosa.

## Sud-àfrica

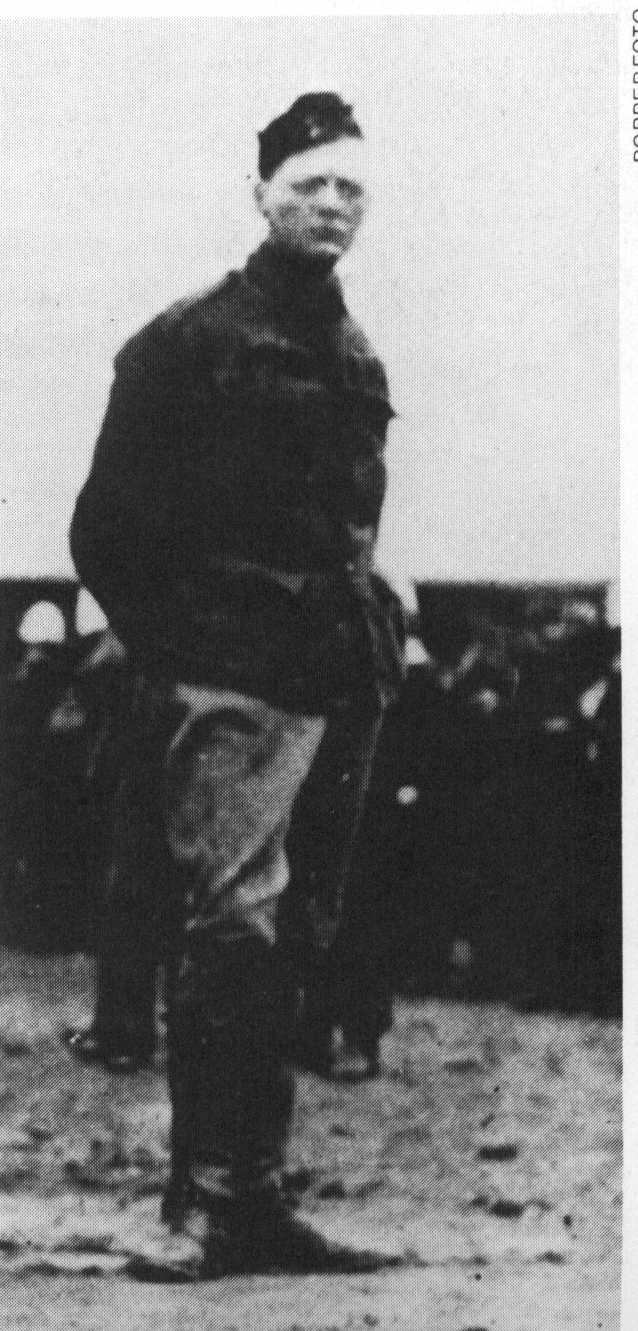
Un jove Churchill com a presoner de guerra a un camp d'internament a Pretòria durant els primers dies de la Segona Guerra Bòer el 1899

Després d'haver fracassat a Oldham, Churchill mirà com aconseguir una nova oportunitat per avançar en la seva carrera. El 12 d'octubre de 1899 esclatà la Segona Guerra Bòer, entre els britànics i les Repúbliques Bòers. Churchill hi va ser enviat com a corresponsal del The Morning Post, amb un salari de £250 al mes. Va córrer a embarcar-se al mateix vaixell que el recentment nomenat comandant britànic, Sir Redvers Buller. Després de diverses setmanes en zones exposades, acompanyà una expedició en un tren blindat britànic, sota les ordres d'Aylmer Haldane. El tren va ser descarrilat pels bòers. Churchill, tot i no ser un combatent, prengué el comandament de l'operació. Aconseguí reparar la via, la locomotora i la meitat dels vagons, que transportaren als ferits a una zona segura. Però el mateix Churchill no tingué tanta sort i va ser fet presoner pels bòers i enviat al camp de presoners de guerra en què s'havien convertit les escoles Model de l'Estat de Pretòria, juntament amb diversos oficials i soldats britànics més. Per les seves accions durant l'emboscada del tren s'obrí l'especulació de què podria ser condecorat amb la Creu Victòria, la màxima condecoració britànica per valentia davant de l'enemic, però tot quedà en no res. Segons ell mateix va descriure al llibre "London to Ladysmith via Pretoria" (una versió reduïda de les seves cròniques de guerra):
| « | Havia tingut, en els darrers quatre anys, l'avantatge, si és un avantatge, de diverses i variades experiències, de les quals l'estudiant de les realitats en pot treure profit i instrucció. Però res va ser tan emocionant com això: esperar i lluitar enmig d'aquests sons, enmig de caixes de ferro, amb les explosions repetides dels obusos i de l'artilleria, el soroll dels projectils colpejant els cotxes, el seu xiulet quan travessaven l'aire, els sorolls del motor, pobre i turmentat, colpejat almenys per una dotzena de projectils, del que només un que hagués penetrat a la caldera potser hagués estat el final de tot, l'expectació de la destrucció, adonar-se'n de la impotència, i l'alternança entre l'esperança i la desesperació, tot això durant setanta minuts de rellotge en els que només quatre polzades de ferro torçat volien dir la diferència entre el perill, la captivitat i la vergonya en un costat, i la seguretat, llibertat i el triomf en l'altre | » |

Churchill escapà del camp de presoners i viatjà uns 480km fins a arribar a la badia de Dalgagoa, a Lourenço Marques, una colònia portuguesa. Pogué comptar amb l'ajut d'un administrador de mines anglès, que li oferí amagatall en una mina, i que posteriorment l'amagà en un tren que sortia del territori controlat pels bòers. La seva fugida creà una gran controvèrsia, car se l'acusava d'haver abandonat a Haldane, però després es comprovà que aquest no s'havia atrevit a saltar les reixes del recinte. La seva fugida el convertí temporalment en un heroi nacional menor a la Gran Bretanya, tot i que, en lloc de tornar a casa, s'uní de nou a l'exèrcit del General Buller en la seva marxa per rellevar als anglesos al setge de Ladysmith i capturar Pretòria. En aquesta ocasió, tot i que continuà amb la seva activitat com a corresponsal de guerra, obtingué una comissió al Regiment de Cavalleria Lleugera Sud-africà. Lluità a la batalla de Spion Kop i es trobà entre les primeres tropes britàniques que penetraren a Ladysmith i a Pretòria. Juntament amb el seu cosí, el Duc de Marlborough van estar entre els primers a entrar a Pretòria, on exigiren i reberen la rendició dels 52 guàrdies bòers que custodiaven el camp de presoners britànic a la ciutat.
El 1900, Churchill tornà a Anglaterra a bord del RMS Dunottar Castle, el mateix vaixell en què havia viatjat cap a Sud-àfrica 8 mesos abans. Els dos llibres sobre la Guerra dels Bòers, London to Ladysmith vía Pretoria i Ian Hamilton's March, van ser publicats al maig i a l'octubre de 1900, respectivament. Churchill es presentà de nou a les eleccions pel Parlament a Oldham i guanyà (el seu col·lega conservador, Crisp, va perdre) en la lluita per dos escons. Després de les eleccions generals de 1900 s'embarcà en una gira de conferències pel Regne Unit, a la que seguí una altra pels Estats Units i Canadà, guanyant unes £5,000.

## Servei Territorial
El 1900 es retirà de l'exèrcit regular, unint-se el 1902 a l'Imperial Yeomanry, on va ser nomenat Capità als Queen's Own Oxfordshire Hussars el 4 de gener de 1902. L'abril del 1905 va ser promogut a Major i nomenat comandant de l'Esquadró Henley dels Queen's Own Oxfordshire Hussars. El setembre del 1916 va ser transferit a les reserves territorials d'oficials, on va romandre fins al seu retir el 1924.

## El Front Occidental de la I Guerra Mundial
En el moment de l'esclat de la I Guerra Mundial, Churchill era el Primer Lord de l'Almirallat, però es va veure obligat a abandonar el govern de guerra després de la desastrosa batalla de Gal·lípoli (1915). Obtingué una comissió com a comandant de brigada, però quedà com a comandant de batalló. Després de passar algun temps a la Guàrdia de Granaders, va ser nomenat Tinent Coronel, comandant el 6è Batalló dels Royal Scots Fusiliers, l'1 de gener de 1916. La correspondència amb la seva muller demostra que els seus intents per prendre part en el servei actiu era amb l'objectiu de rehabilitar la seva reputació, però valorant el risc seriós de ser mort. Com a comandant seguí mostrant la valentia despreocupada que havia caracteritzat totes les seves accions militars, encara que ell rebutgés totalment les grans matances que hi havia en moltes accions del front occidental.